# Decolya
Decolya is een geslacht van rechtvleugeligen uit de familie sabelsprinkhanen (Tettigoniidae). De wetenschappelijke naam van dit geslacht is voor het eerst geldig gepubliceerd in 1900 door Bolívar.

## Soorten
Het geslacht Decolya omvat de volgende soorten:
- Decolya visenda Bolívar, 1900
- Decolya confusa Henry, 1934
- Decolya elegans Henry, 1934
- Decolya kalugallae Kevan, 1992
- Decolya kelletti Henry, 1932
- Decolya mousakandae Henry, 1934
- Decolya petiyagallae Henry, 1932
- Decolya phillipsi Henry, 1934
- Decolya roseopicta Uvarov, 1927
- Decolya splendens Henry, 1932
- Decolya uvarovi Henry, 1932